# ميكود (شركة)
ميكود جروب (بالعبرية: קבוצת מיקוד) هي واحدة من أكبر شركات
أمن ونظافة منزلية في إسرائيل. وتوظف الشركة حوالي 4500 عامل. تأسست الشركة عام 1984 على يد سولي إليشار. يقع المقر الرئيسي للشركة في شارع ريفال جنوب تل أبيب . بدأت الشركة طريقها في القدس كشركة أمنية فقط، ثم توسعت في وقت لاحق في خدماتها لتقديم خدمات الحلول الكاملة  لعملائها. تتكون مجموعة ميكود اليوم من أربع شركات متخصصة

شعار ميكود أفتاخا

## روابط خارجية
- الموقع الرسمي لميكود أفتاها
- الموقع الرسمي لموكيد ميكود
- الموقع الرسمي لبرنامج Cleanor